# Jethro Tull in Concert
Jethro Tull in Concert è un album live del gruppo musicale britannico di rock progressivo dei Jethro Tull, registrato nel 1991 e pubblicato nel 1995.

## Il disco
Come per l'album Live at Hammersmith '84, anche questo venne tratto da un concerto eseguito presso l'Hammersmith Odeon di Londra che fu anche diffuso via radio dalla BBC. Visto il notevole successo che ottenne la trasmissione, fu chiesto all'emittente radio di pubblicare il concerto che decise di farlo tramite la propria etichetta.

Il disco contiene un estratto del concerto dell'8 ottobre 1991, che faceva parte del tour di Catfish Rising.

## Tracce
1. Minstrel in the Gallery/Cross Eyed Mary – 4:00
2. This Is Not Love – 4:00
3. Rocks on the Road – 6:30
4. Heavy Horses – 7:33
5. Tall Thin Girl – 3:28
6. Still Loving You Tonight – 4:40
7. Thick as a Brick – 7:48
8. A New Day Yesterday – 5:45
9. Blues Jam – 3:00
10. Jump Start – 6:30

## Formazione
- Ian Anderson - flauti, chitarra folk, mandolino, armonica a bocca, voce
- Martin Barre - chitarra
- Doane Perry - batteria
- Maartin Allcock - tastiere
- Dave Pegg - basso